# Atresmedia
Atresmedia (A3M), cuya razón social es Atresmedia Corporación de Medios de Comunicación, S. A. (anteriormente, Grupo Antena 3 o A3TV, cuya razón social era Antena 3 de Televisión, S. A.), es un grupo de comunicación español, cuyo máximo accionista es Planeta DeAgostini. Es la sociedad resultante de la fusión del Grupo Antena 3 con la Gestora de Inversiones Audiovisuales La Sexta. Atresmedia obtuvo en el año 1989, por aquel entonces, Antena 3 de Televisión, una de las tres licencias para televisión privada de España.
Desde el día 29 de octubre de 2003, Atresmedia cotiza en la Bolsa de Madrid, por aquel entonces, Antena 3 de Televisión. Estuvo cotizando en el IBEX 35 desde el 8 de julio de 2005 hasta el 31 de diciembre de 2007.

## Historia

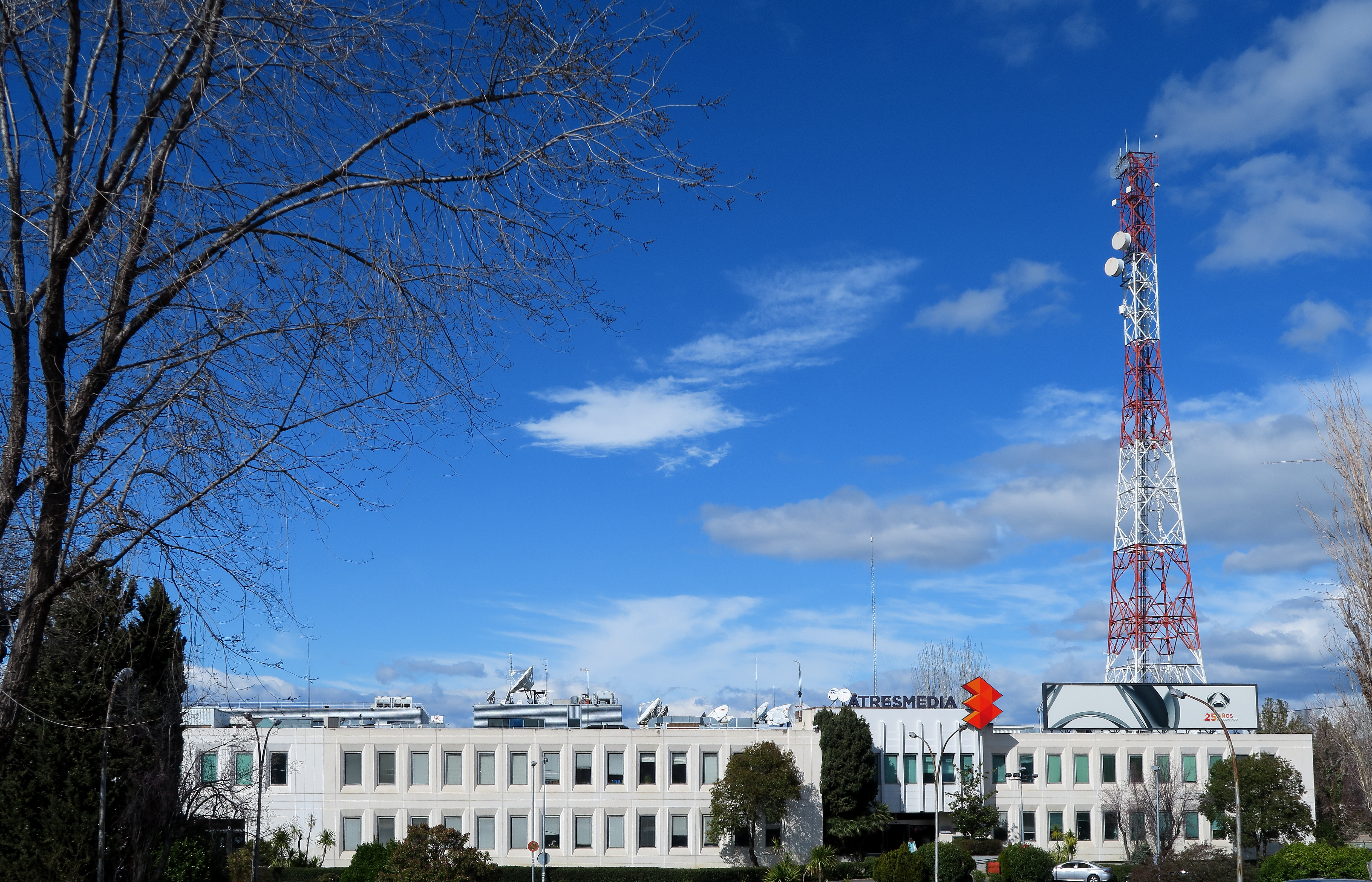
Atresmedia Corporación, San Sebastián de los Reyes

### Antecedentes: radio (1982-1989)
La sociedad Antena 3 S. A. se constituye en 1979. Estaba participada por las sociedades editoras de La Vanguardia (52 %) y ABC (13 %), el periodista Manuel Martín Ferrand (4,3 %), Rafael y Manuel Jiménez de Parga (32 %), la agencia Europa Press y el Grupo Zeta. El consejero delegado era Manuel Martín Ferrand. Su presidente era Rafael Jiménez de Parga, cargo que más tarde desempeñó Javier Godó (La Vanguardia). El objetivo inicial de Antena 3 era crear una cadena privada de televisión, pretensión que elevaron el 12 de diciembre de 1980 ante el Ministerio de Cultura de España, solicitud que fue denegada en decisión ratificada por el Tribunal Constitucional en su sentencia 12/1982, de 31 de marzo.
Durante esa década se centra en el mundo de la radio, lanzando Antena 3 Radio en 1982 y adquiriendo también Radio 80, dos años más tarde. En enero de 1989, pasa a ser la primera sociedad anónima en el ámbito de la comunicación en cotizar en bolsa.

### Inicios: radio, televisión y prensa (1989–1992)
El 25 de diciembre de 1989 se crea Antena 3 de Televisión S. A. con el objeto de concurrir a la obtención de tres licencias de televisión privada al amparo de la entonces recién aprobada Ley de Televisión Privada. La emisora de radio se incorpora a la corporación y su presidente pasa a ser también el presidente de la nueva empresa.
Paralelamente la empresa inicia un plan de expansión a otros soportes de comunicación con la adquisición en julio de 1991 del Diario Ya, que sin embargo, es vendido 18 meses más tarde.

### Consolidación: televisión (1992-1997)
En 1992 se producen dos acontecimientos que marcan la historia del grupo: la entrada en el accionariado de Antena 3 Televisión del Grupo Zeta y la pérdida del control accionarial de Antena 3 Radio en favor del Grupo Prisa.
En enero de 1996 y con el inicio de la televisión por cable en España, Antena 3 lanza la filial creada para la ocasión, Cable Antena, un paquete de canales de televisión temática, entre los cuales se encontraban Cine de Siempre, Canal Fiesta (series, telenovelas,...), Discovery Channel, Telenoticias y Cine Color (cine de estreno). Dichos canales se distribuían a través de las redes de cable tradicional y a excepción de Discovery Channel, todos dejaron de existir.
Por otro lado, en ese mismo 1996 se desarrolló la conocida como guerra del fútbol, es decir, la puja entre Canal+, Televisió de Catalunya y Antena 3 (a través de la filial creada al efecto, Gestora de Medios Audiovisuales) por hacerse con los derechos de emisión de los partidos de la La Liga. El 24 de diciembre de 1996 en el conocido como Pacto de Nochebuena, las tres sociedades llegan a un acuerdo con la creación de Audiovisual Sport, que permitió el reparto de las jornadas de emisión. El pacto supuso, además, que Antena 3 se desgajara del proyecto aún no materializado de la plataforma digital Vía Digital y se integrara en Canal Satélite Digital, participada mayoritariamente por el Grupo Prisa, y que comenzó a operar en enero de 1997. Antena 3 de Televisión aportaba a la plataforma los canales Discovery Channel y Cine de Siempre (que dejó de existir en septiembre de 1997) y se aseguraba de que Cable Antena distribuyese para las redes de cable los canales producidos por Sogecable (a excepción de Canal+ que era exclusivo para Canal Satélite Digital): +Música, Cinemanía, Album TV, Cine Tívoli, C:, Vivir-Vivir, entre otros.

### Nueva expansión: radio y televisión (1997–2003)
En julio de 1997, Telefónica se convierte en accionista mayoritario y José María Mas asume la presidencia. El accionariado de la sociedad Antena 3 queda configurado de la siguiente manera: Telefónica (a través de la filial Admira) (49 %), Banco de Santander (29 %) y RTL (17 %).
Dos años más tarde, Telefónica, a través de su filial Admira y de Natalia Irisarri, adquiere a la ONCE la emisora de radio Onda Cero, operación materializada mediante la adquisición, el 28 de julio, del 100 % de las acciones de Uniprex, titular de Onda Cero. La operación formal de fusión se completa el 10 de septiembre de 2002, cuando Telefónica vende Uniprex a Publicidad 3, filial a su vez de Antena 3 Televisión S. A.
Por otro lado, con la venta por el Grupo Zeta de Antena 3 a Telefónica, se rompe el acuerdo entre Antena 3 y Canal Satélite Digital y Cable Antena deja de existir. La plataforma de Sogecable se queda con el canal Discovery Channel y por su parte, Antena 3 entró en Vía Digital, la plataforma "apadrinada" por el Gobierno, al que aportó el propio canal Antena 3 al paquete básico, y comenzó a producir canales para dicha plataforma.
Entre los canales de lo que luego se conoció como Antena 3 Temática, S. A. U., destacaron: el canal infantil Megatrix; el canal de venta Punto de Venta; el canal de caza y pesca Canal Campero. Aparte de ello, Antena 3 fue la encargada de producir la señal de canales propios de la plataforma: Fútbol Total y Canal Gran Vía (originalmente producidos por RTVE cuando formaba parte del accionariado de Vía Digital).

### Grupo Planeta: (2003–2012)
En 2003, el accionista principal pasa a ser el Grupo Planeta y su presidente José Manuel Lara Bosch, que fue sustituido por José Creuheras en febrero de 2015 tras su fallecimiento meses antes. Cotiza en bolsa desde octubre de 2003.

#### Llegada de la TDT
El 30 de noviembre de 2005 con el relanzamiento de la Televisión digital terrestre en España, Antena 3 cambió de frecuencia (del 66 al 69), y se crearon dos nuevos canales exclusivamente digitales, Antena.Neox (actualmente Neox) y Antena.Nova (actualmente Nova).
El 1 de julio de 2008, Silvio González releva a Maurizio Carlotti en el cargo de consejero delegado del grupo.
Por otro lado, el 3 de noviembre de 2008, comenzó en Canarias el canal Antena 3 Canarias, a través de la filial Antena 3 TDT Canarias, para continuar su programación territorial, ya que la señal nacional no tiene posibilidad de desconexión. Más tarde, el 23 de agosto de 2010, el Grupo Antena 3 añadió a su oferta televisiva un nuevo canal: recordando que Neox va dirigido al público juvenil y Nova al femenino, llegó Nitro, un canal destinado al público masculino. Su oferta se vio completada el 28 de septiembre de 2010 con el canal Antena 3 HD, la señal en alta definición de Antena 3.

### Atresmedia (desde 2012)

#### Fusión con la Gestora de Inversiones Audiovisuales La Sexta
El 14 de diciembre de 2011, el Grupo Antena 3 y la Gestora de Inversiones Audiovisuales La Sexta llegaron a un acuerdo de fusión por el que la segunda empresa se integraría en el Grupo Antena 3 a cambio de un 7 % del capital de la empresa resultante. Sin embargo, no fue hasta el 13 de julio de 2012 cuando la Comisión Nacional de la Competencia autorizó el proceso. No obstante, el 25 de julio de 2012 se reunieron los Consejos de Administración de ambos grupos para ver si seguían adelante con el proceso de fusión.
Por otro lado, un día después de producirse la reunión entre ambos grupos, GIA La Sexta descartó la fusión con el Grupo Antena 3 explicando que seguiría manteniéndose en solitario, y que por lo tanto descartaba el proceso de fusión con otros operadores. Sin embargo, el Gobierno suavizó las condiciones impuestas por Competencia en el Consejo de Ministros celebrado el viernes, 24 de agosto de 2012, equiparándolas a las impuestas dos años antes a Telecinco y Cuatro, lo que reabrió las puertas de la fusión.
Finalmente, el Grupo Antena 3, confirmó oficialmente el miércoles, 26 de septiembre que seguiría adelante con la operación de fusión con GIA La Sexta y señaló que el 1 de octubre de 2012 se produciría la fusión con el traspaso efectivo del negocio y la consiguiente toma de control por parte de la dirección de la empresa de Planeta. Así, el grupo pasó a controlar un total de siete canales en la televisión terrestre de España, incluyendo dos señales en alta definición de los canales principales y un canal de pago en régimen de alquiler: Antena 3, La Sexta, Neox, Nova, Nitro, Xplora, La Sexta 3, Gol Televisión (canal de pago), Antena 3 HD y La Sexta HD.
Tras la fusión, el Grupo Antena 3 pasó a denominarse Atresmedia Corporación desde el 6 de marzo de 2013 y el 24 de abril cambió su denominación social por Atresmedia Corporación de Medios de Comunicación, Sociedad Anónima, con la consiguiente modificación del artículo 1 de los estatutos sociales. Así, el grupo dispone de una identidad propia que agrupa sus grandes áreas de actividad (televisión, radio, multimedia, publicidad, cine y series), así como al resto de sus marcas. Desde ese momento, el accionariado de la cadena queda constituido de esta manera: Planeta-D'Agostini (41,7 %), RTL (19,2 %), Autocartera (7 %), La Sexta (7 %), y el 25,1 % operando en Bolsa.
El 1 de abril de 2013, Atresmedia Televisión decidió cesar las emisiones de Antena 3 Canarias debido a que el Tribunal Supremo había confirmado la nulidad de las licencias de TDT.
Por otro lado, tras el rechazo de la petición del Grupo Intereconomía para que suspendiera provisionalmente la fusión por parte del Tribunal Supremo, el 10 de mayo de 2013, el Grupo Intereconomía decidió retirar el recurso presentado contra la fusión entre el Grupo Antena 3 y GIA La Sexta. Esto fue debido a que el grupo presidido por Julio Ariza mantuvo negociaciones con Atresmedia Corporación para alcanzar un acuerdo en materia cinematográfica. Este acuerdo permitió al Grupo Intereconomía sobrevivir como empresa proveedora de servicios de televisión, con capacidad editorial independiente.

#### Suspensión de tres canales de Atresmedia
El 18 de diciembre de 2013, el Tribunal Supremo ordenó el cese de nueve canales de la TDT entre ellos, tres de Atresmedia, argumentando que dichos canales fueron adjudicados sin concurso. En febrero de 2014, el Tribunal Supremo rechazó el recurso de las televisiones, entre ellas el grupo Atresmedia, contra el cierre de los nueve canales de TDT, y el Supremo exigió un nuevo concurso para el reparto de canales. Estos canales fueron La Sexta 3, Nitro y Xplora. Sin embargo, Xplora continuó sus emisiones a través de Internet durante varias horas al día hasta su cierre, que tuvo lugar el 6 de junio de 2014. A razón de todo esto, los tres canales cancelaron sus emisiones el 6 de mayo.

#### Lanzamiento de Mega y Atreseries
El 28 de mayo de 2015 se anunció el cese de emisiones de Gol Televisión para el 30 de junio del mismo año, ya que Mediapro y Al Jazeera se aliaron para lanzar en BeIN Sports España, un canal deportivo de pago que emite en varios países del mundo desde su lanzamiento en Oriente Medio, que tuvo lugar en 2003. De este modo, en TDT, Atresmedia Corporación recuperó su frecuencia para lanzar Mega el 1 de julio, lo que supuso el fin de la TDT premium o de pago.
Por otro lado, según acuerdo del Consejo de Ministros de 15 de octubre de 2015, el Grupo se hizo con una nueva licencia, que le permitió iniciar las emisiones del canal Atreseries el 22 de diciembre de 2015.
Atresmedia TV hizo historia en la temporada televisiva 2021/2022 y en el año 2022, ya que fue por primera vez el grupo líder con un canal menos que Mediaset España. Del mismo modo, fue líder de las temporadas 2022/2023, 2023/2024 y 2024/2025.

## Actividades

### Televisión
En televisión, Atresmedia Corporación agrupa para la emisión dentro de territorio español dos canales generalistas y otros cuatro temáticos. El grupo también cuenta con un canal internacional y otro de series, que emite en televisión de pago para España y a nivel internacional. Todas las cadenas se pueden ver a través de TDT, plataformas de satélite o cable. Los canales son:
| Logo | Canal                      | Inicio de transmisiones           | Formato de imagen |
| ---- | -------------------------- | --------------------------------- | ----------------- |
|      | Antena 3 Canal generalista | 25 de enero de 1990 (35 años)     | HD                |
|      | Neox Canal juvenil         | 30 de noviembre de 2005 (19 años) | HD                |
|      | Nova Canal femenino        | 30 de noviembre de 2005 (19 años) | HD                |
|      | laSexta Canal generalista  | 27 de marzo de 2006 (19 años)     | HD                |
|      | Mega Canal masculino       | 1 de julio de 2015 (10 años)      | HD                |
|      | Atreseries Canal de series | 22 de diciembre de 2015 (9 años)  | HD                |

#### Extintos
| Logo | Canal                               | Inicio de transmisiones            | Cese de transmisiones          | Formato de imagen |
| ---- | ----------------------------------- | ---------------------------------- | ------------------------------ | ----------------- |
|      | Telehit Canal de música.            | 18 de junio de 2006 (19 años)      | 31 de julio de 2007 (18 años)  | SD                |
|      | Hogar 10 Canal de entretenimiento.  | 31 de julio de 2007 (18 años)      | 14 de agosto de 2009 (15 años) | SD                |
|      | laSexta 2 Canal de entretenimiento. | 1 de octubre de 2010 (14 años)     | 1 de mayo de 2012 (13 años)    | SD                |
|      | Nitro Canal de entretenimiento.     | 23 de agosto de 2010 (14 años)     | 6 de mayo de 2014 (11 años)    | SD                |
|      | Xplora Canal de documentales.       | 1 de mayo de 2012 (13 años)        | 6 de mayo de 2014 (11 años)    | SD                |
|      | laSexta 3 Canal de cine.            | 1 de noviembre de 2010 (14 años)   | 6 de mayo de 2014 (11 años)    | SD                |
|      | Gol T Canal de deporte.             | 19 de septiembre de 2008 (16 años) | 30 de junio de 2015 (10 años)  | SD                |

#### Extintos fuera de la TDT Nacional
| Logo | Canal | Inicio de transmisiones           | Cese de transmisiones             | Formato de imagen |
| ---- | --- | --------------------------------- | --------------------------------- | ----------------- |
|      | Canal Campero Canal de caza y pesca. Dentro del paquete Antena 3 Temática. | 26 de diciembre de 1997 (27 años) | 21 de julio de 2003 (22 años)     | SD                |
|      | Punto de Venta Canal de teletienda interactivo. Dentro del paquete Antena 3 Temática. | 30 de noviembre de 1999 (25 años) | 21 de julio de 2003 (22 años)     | SD                |
|      | Fútbol Total Canal de fútbol. Dentro del paquete Antena 3 Temática. En un principio fue gestionada por TVE. | 1999 (26 años)                    | 21 de julio de 2003 (22 años)     | SD                |
|      | Megatrix Canal infantil. Dentro del paquete Antena 3 Temática. | 12 de mayo de 2000 (25 años)      | 31 de octubre de 2003 (21 años)   | SD                |
|      | FDF Canal de entretenimiento. Gestión compartida con Gestevisión Telecinco. | 19 de junio de 2000 (25 años)     | 1 de julio de 2007 (18 años)      | SD                |
|      | Cine de Siempre Emisión de películas españolas de todos los tiempos. Formaba parte del paquete Cable Antena. | 11 de enero de 1996 (29 años)     | 1 de septiembre de 1997 (27 años) | SD                |
|      | Canal Fiesta Emisión de telenovelas y espacios de entretenimiento. Formaba parte del paquete Cable Antena. | 11 de enero de 1996 (29 años)     | 1 de septiembre de 1997 (27 años) | SD                |
|      | Cine Color Emisión de cine americano y europeo. Formaba parte del paquete Cable Antena. | 11 de enero de 1996 (29 años)     | 1 de septiembre de 1997 (27 años) | SD                |
|      | Antena 3 Satélite Canal de entretenimiento. Comenzó sus emisiones en pruebas en abril de 1994, y las regulares el 5 de septiembre de 1994. Fue sustituido por CBS Telenoticias.                                                           | 1 de abril de 1994 (31 años)      | 1 de diciembre de 1994 (30 años)  | SD                |
|      | Tele Noticias Antena 3 Canal de noticias. Aunque el canal siguió emitiendo hasta el 1 de marzo de 2000, el 1 de enero de 1997 dejó de formar parte de Antena 3, y pasó a llamarse CBS Telenoticias. Formó parte del paquete Cable Antena. | 1 de diciembre de 1994 (30 años)  | 1 de enero de 1997 (28 años)      | SD                |
|      | Antena 3 Noticias 24 Horas Canal de noticias. Fue sustituido por Ver-T en la demarcación de TDT de Madrid, la única en la que emitía de forma terrestre. Fue relanzado en 2006 como canal de noticias interactivo por Internet.           | 1 de julio de 2002 (23 años)      | 22 de julio de 2005 (20 años)     | SD                |
|      | Ver-T Canal de entretenimiento. | 4 de septiembre de 2006 (18 años) | 1 de enero de 2017 (8 años)       | SD                |
|      | Antena 3 Canarias Canal regional de entretenimiento. | 3 de noviembre de 2008 (16 años)  | 1 de abril de 2013 (12 años)      | SD                |
|      | Antena 3 Premium Canal de generalista sin publicidad. | 18 de junio de 2013 (12 años)     | 1 de octubre de 2015 (9 años)     | SD                |
|      | Global Televisión Canal generalista de Perú. Desde el 5 de junio de 1995 hasta el año 1997, formó parte de Antena 3. | 1 de julio de 1986 (39 años)      | 27 de marzo de 2017 (8 años)      | SD                |

#### Antiguas antenas regionales
| Canal | Inicio de transmisiones        | Cese de transmisiones         | Formato de imagen |
| --- | ------------------------------ | ----------------------------- | ----------------- |
| Antena 3 Andalucía Emisión de informativos y programas regionales. | 1 de junio de 1990 (35 años)   | 2 de julio de 2004 (21 años)  | SD                |
| Antena 3 Madrid Informativos y programas regionales para la Comunidad de Madrid. | Septiembre de 1990 (34 años)   | 2 de julio de 2004 (21 años)  | SD                |
| Antena 3 Baleares Informativos y otros programas regionales en castellano para las Islas Baleares, aunque con algunos anuncios en catalán. Desde 1991 hasta 1992 se llamó Antena 3 Mallorca.                                                                                        | 11 de marzo de 1991 (34 años)  | 21 de junio de 2004 (21 años) | SD                |
| Antena 3 Aragón Emisión regional de informativos y otros programas. Se llegó a un acuerdo con el Gobierno de Aragón para aumentar su programación, ya que Aragón no disponía de televisión autonómica pero, finalmente, el acuerdo quedó en suspenso.                               | 4 de julio de 1991 (34 años)   | 2 de julio de 2004 (21 años)  | SD                |
| Antena 3 Canarias En un principio emitía dos antenas: Antena 3 Tenerife y Antena 3 Las Palmas. A pesar de finalizar sus informativos en 2019, sigue emitiendo publicidad regional.                                                                                                  | 29 de agosto de 1991 (33 años) | 5 de julio de 2019 (6 años)   | SD                |
| Antena 3 Catalunya Emisión de informativos y programas en catalán. Los informativos eran presentados por Estefanía Redondo. Desde el 15 de enero de 1995, la serie de animación Los Simpson, que había sido doblada por TVE Cataluña entre 1991 y 1994, fue emitida en catalán.     | Mayo de 1991 (34 años)         | 2 de julio de 2004 (21 años)  | SD                |
| Antena 3 Comunitat Valenciana Emisión de informativos presentados por Esmeralda Velasco en castellano, aunque se incluían algunos anuncios en valenciano. A partir de 1996 se amplía la programación regional de todos los centros regionales, así como los centros de desconexión. | Mayo de 1991 (34 años)         | 2 de julio de 2004 (21 años)  | SD                |
| Antena 3 Galicia Emisión de informativos y programas en castellano. | Diciembre de 1993 (31 años)    | 2 de julio de 2004 (21 años)  | SD                |
| Antena 3 Euskadi Emisión de informativos, presentados por Marisa Guerrero, y de otros programas en castellano. | 24 de mayo de 1999 (26 años)   | 2 de julio de 2004 (21 años)  | SD                |
| Antena 3 Castilla y León Emisión de informativos y programas para Castilla y León, que carecía de televisión autonómica. | 20 de mayo de 1999 (26 años)   | 2 de julio de 2004 (21 años)  | SD                |

#### Televisión en el exterior
Los canales para el exterior de Atresmedia Televisión están disponibles a través de diversas plataformas de pago en todo el mundo.
| Logo | Canal                                              | Inicio de transmisiones            | Formato de imagen           |
| ---- | -------------------------------------------------- | ---------------------------------- | --------------------------- |
|      | Antena 3 Internacional Canal generalista.          | 2 de septiembre de 1996 (28 años)  | SD Disponible también en HD |
|      | Atreseries Internacional Canal de entretenimiento. | 1 de junio de 2014 (11 años)       | SD Disponible también en HD |
|      | ¡Hola! TV Canal de entretenimiento.                | 24 de septiembre de 2013 (11 años) | SD Disponible también en HD |
|      | Atrescine Canal de cine.                           | 2 de marzo de 2018 (7 años)        | HD Disponible también en SD |

### Radio
En radio, Atresmedia Corporación agrupa, a través de Atresmedia Radio, varias cadenas de radio:
| Logo | Canal                          | Inicio de transmisiones           | Formato                     |
| ---- | ------------------------------ | --------------------------------- | --------------------------- |
|      | Onda Cero Emisora generalista. | 26 de noviembre de 1990 (34 años) | TDT, Internet, AM, FM y DAB |
|      | Europa FM Emisora de música.   | 15 de abril de 1996 (29 años)     | TDT, Internet, FM y DAB     |
|      | Melodía FM Emisora de música.  | 2005 (20 años)                    | TDT, Internet y FM          |

### Cine
Según la ley 7/2010, de 31 de marzo, General de la Comunicación Audiovisual, "los prestadores del servicio de comunicación audiovisual televisiva de cobertura estatal o autonómica deberán contribuir anualmente a la financiación anticipada de la producción europea de películas cinematográficas, películas y series para televisión, así como documentales y películas y series de animación, con el 5 por 100 de los ingresos devengados en el ejercicio anterior conforme a su cuenta de explotación". Atresmedia Cine es la sociedad del grupo encargada de la producción cinematográfica.

### Empresas del grupo
- Atresmedia Televisión: Es la filial televisiva del grupo, con las señales Antena 3, La Sexta, Neox, Nova, Mega y Atreseries, además de Antena 3 Internacional en diversos países de Europa y América Latina y Verte en diferentes localidades españolas. Anteriormente se denominaba Antena 3 de Televisión.
- Atresmedia Radio: Es la filial de radio y, anteriormente, también de televisión digital local. Opera las cadenas de radio Onda Cero, Europa FM y Melodía FM. También operaba las cadenas locales englobadas en la marca Verte a través de la filial Uniprex TV. Anteriormente se denominaba Uniprex.
- Atresmedia Publicidad: Es la filial exclusivista publicitaria. Crea campañas integrales e integradas, basadas en estrategias multimedia variadas. Gestiona los espacios publicitarios en las cadenas de Atresmedia Televisión y en las cadenas de radio de Atresmedia Radio. Anteriormente se denominaba Atres Advertising.
- Atresmedia Eventos: Es una escisión de Unipublic, creada para la gestión de eventos, tanto culturales, como la Mostra de València, deportivos como el Maratón Popular de Madrid, el Campeonato de España de Supercross o la Vuelta a España, que es organizada por Unipublic. Anteriormente se denominaba Antena 3 Eventos. Desde julio de 2025, incluye  la compañía Last Lap (75 % después de la compra en ese mismo mes), que se dedica a la  organización de eventos y al marketing experiencial.
- Atresmedia Digital: Es la filial gestora de los contenidos web del grupo. Anteriormente se denominaba Antena 3 Multimedia.
- Fundación Atresmedia: Es una entidad sin ánimo de lucro, privada, de ámbito estatal y de carácter permanente que tiene como objetivo principal facilitar que niños y adolescentes tengan los apoyos necesarios para su bienestar y formación, así como fomentar la sensibilización social sobre sus derechos, necesidades e intereses. Anteriormente se denominaba Fundación Antena 3.
- Atresmedia Studios: Es la filial dedicada al contenido de ficción exclusivo para nuevos operadores y plataformas. Desde febrero de 2019 incluye también Atresmedia Cine. Mercedes Gamero es la directora general de cine y Mikel Lejarza es asesor. El director es Ignacio Corrales y la directora editorial, Sonia Martínez.
- Buendía Estudios: (empresa conjunta al 50 % entre Atresmedia y Telefónica): Productora de entretenimiento de películas y series en español para España y Latinoamérica, con prioridad para Atresmedia y Movistar+, pero también para nuevos operadores y plataformas. Es la unión de Atresmedia Studios y Movistar Originales.
- 6 y Medio: Productora encargada de la redacción, producción y realización de La Sexta Noticias, Más vale tarde, Al rojo vivo, La Sexta columna y LaSexta Xplica. Por otra parte, Liquid Media (Grupo Mediapro) se encarga de las cámaras, documentación y grafismo hasta enero de 2023.
- Vancouver Media: (20 %) Productora junto a Álex Pina.
- Diario Motor: (100 %) Medio digital sobre el mundo de la automoción.
- Waynabox: (90 %) Startup de viajes sorpresas.
- Playfilm: (15 %) Tecnología publicitaria en formato digital.
- Human to Human (H2H): (100 %) Es una empresa de marketing de influencers de redes sociales.
- AtresmediaTech (100 %): Es una empresa dedicada a la gestión, desarrollo y mantenimiento de las tecnologías de la información del grupo.
- Atresmúsica: Es la filial musical del grupo.
- Atresplayer: Es una plataforma audiovisual vía streaming. El servicio está disponible en una amplia gama de dispositivos, incluidos teléfonos móviles y tabletas, computadoras personales y televisores inteligentes. Incluye Flooxer, Novelas Nova y Atresplayer Premium.
- Verte: Productora audiovisual del grupo.

## Accionariado
A 18 de septiembre de 2022, los principales accionistas de Atresmedia eran los siguientes:
- Planeta DeAgostini (41,70 %), controlado a su vez por DeAgostini S.p.A por medio de DeAgostini Communications.
- RTL Group (18,7 %)
- Azimut Capital Management SGR SpA (4,93 %)
- Rothschild Asset Management SCS (1,25 %)
- The Vanguard Group Inc (1,00 %)
- Dimensional Fund Advisors LP (0,79 %)
- American Century Investment Management, Inc. (0,65 %)
- BlackRock Fund Advisors (0,58 %)
- PTE PZU SA (0,58 %)
- Brandes Investment Partners LP (0,57 %)

## Dirección

### Organigrama
| Directivo                               | Cargo                                                                                   |
| --------------------------------------- | --------------------------------------------------------------------------------------- |
| Silvio José González Moreno             | Vicepresidente ejecutivo                                                                |
| Francisco Javier Bardají Hernando       | Consejero delegado                                                                      |
| Carlos Fernández Alonso                 | Adjunto al consejero delegado para la estrategia audiovisual                            |
| Jaime Gutiérrez-Colomer Baranda         | Director general de Gestión y Transformación                                            |
| Patricia Pérez González                 | Directora general Corporativa y directora de la Fundación Atresmedia                    |
| Luis Fernando Costí Pérez               | Director Financiero                                                                     |
| Covadonga Álvarez Fidalgo               | Directora de Auditoría Interna y Control de Procesos                                    |
| Manuel de la Viuda Fernández de Heredia | Director de la Asesoría Jurídica                                                        |
| Miguel Langle Barrasa                   | Director de Asuntos Regulatorios y Relaciones Institucionales                           |
| Víctor Martínez Monge                   | Director de Estrategia e Innovación                                                     |
| Beatriz Arias Martínez                  | Directora de Desarrollo de Negocio Social Media                                         |
| Ignacio José Mata Maeso                 | Director de Comunicación y Relaciones Públicas                                          |
| José Antonio Antón Fernández            | Director general de Atresmedia Televisión                                               |
| Ramón Osorio de Rebellón Villar         | Director general de Atresmedia Radio                                                    |
| Eduardo Olano Codesido                  | Presidente de Atresmedia Publicidad                                                     |
| José Miguel García-Gasco Martínez       | Director general de Atresmedia Publicidad                                               |
| Rocío Robles González de Vacas          | Directora de Operaciones y Política Comercial de Atresmedia Publicidad                  |
| Javier Nuche Sanz                       | Director general de Atresmedia Diversificación                                          |
| Emma Martín González                    | Directora de Proyectos y Servicios Corporativos                                         |
| Paulino Aparicio Garrido                | Director de Seguridad e Infraestructuras                                                |
| Lucio Fernández Fernández               | Director de Recursos Humanos                                                            |
| Susana Gato García                      | Directora de Responsabilidad Corporativa y Directora adjunta de la Fundación Atresmedia |
| Eugenio López de Quintana Sáenz         | Director de Documentación                                                               |
| Juan Antonio Orgaz Espuela              | Subdirector de Asuntos Regulatorios y Relaciones Institucionales                        |
| David Redondo                           | Subdirector de Comunicación y Relaciones Públicas                                       |
| Daniel Jabonero                         | Jefe de Prensa                                                                          |
| María Dolores Molina Santonja           | Directora de Contenidos de Atresmedia Televisión                                        |
| VACANTE                                 | Director de Antena de Atresmedia Televisión                                             |
| José María Martínez Marcos              | Director de Producción General y División Técnica de Atresmedia Televisión              |
| Carmen Ferreiro                         | Directora de Programas de Entretenimiento de Atresmedia Televisión                      |
| Luz Aldama                              | Directora de Programas de Actualidad de Atresmedia Televisión                           |
| Montserrat García Álvarez               | Directora de Ficción de Atresmedia Televisión                                           |
| Emilio Sánchez Zeballos                 | Director de Atresplayer                                                                 |
| Juan Ignacio Jiménez Gargantilla        | Director de Adquisiciones, Venta y Distribución de Atresmedia Televisión                |
| Santiago Gómez Amigo                    | Director de Marketing e Investigación de Atresmedia Televisión                          |
| Francisco Vaquero Contreras             | Dirección de Marketing Corporativo de Atresmedia Televisión                             |
| Santiago González Suárez                | Director general de Antena 3 Noticias                                                   |
| Óscar Emiliano Vázquez Carnero          | Subdirector de Antena 3 Noticias                                                        |
| Agustín Cubillo Solano                  | Jefe de Redacción de Antena 3 Noticias                                                  |
| Mónica Prado Rodríguez                  | Jefa de Redacción Digital de Antena 3 Noticias                                          |
| Ainara Guezuraga Gabicagogeascoa        | Jefa de Nacional de Antena 3 Noticias                                                   |
| Sara Romero Estella                     | Jefa de Internacional de Antena 3 Noticias                                              |
| Carmen Lapeña                           | Jefa de Economía de Antena 3 Noticias                                                   |
| Juan Antonio Paredero Moreno            | Jefe de Deportes de Antena 3 Noticias                                                   |
| Marta Chavero Escamilla                 | Jefa de Clima, Sociedad y Cultura de Antena 3 Noticias                                  |
| Antonio García Ferreras                 | Director del área Editorial y de Informativos de La Sexta                               |
| César González Antón                    | Director de Informativos de La Sexta                                                    |
| Álvaro Rivas López                      | Codirector de Informativos de La Sexta                                                  |
| Gustavo Vázquez Rodríguez               | Director adjunto de Contenidos de 6&M Producciones y Contenidos Audiovisuales           |
| Elena Hortelano Castrillón              | Directora adjunta de Producción de 6&M Producciones y Contenidos Audiovisuales          |
| Josep Pedrerol Alonso                   | Director de Deportes de La Sexta                                                        |
| Jesús Manuel Otero Eiriz                | Director adjunto de Deportes de La Sexta                                                |
| Raquel Quílez                           | Subdirectora de Informativos y directora de Transformación digital                      |
| Carlota Ruiz Villanueva                 | Subdirectora de Informativos y jefa de Redacción                                        |
| Daniel Cervera                          | Jefe de Nacional y Economía de La Sexta Noticias                                        |
| Nuria Zamora León                       | Jefa de Internacional de La Sexta Noticias                                              |
| César Donamaría Alforcea                | Jefe de Sociedad de La Sexta Noticias                                                   |
| José Miguel Terroso Gil                 | Jefa de Cultura de La Sexta Noticias                                                    |
| Esperanza García                        | Directora de la delegación de Atresmedia Televisión en Cataluña                         |
| Juan Pablo González Zubizarreta         | Director de la delegación de Atresmedia Televisión en País Vasco                        |
| Eva Vázquez Lima                        | Directora de la delegación de Atresmedia Televisión en Galicia                          |
| Manuel Prieto Romero                    | Director de la delegación de Atresmedia Televisión en Andalucía                         |
| Virginia Marín Alfonso                  | Directora de la delegación de Atresmedia Televisión en Comunidad Valenciana             |
| Silvia González Martínez                | Directora de la delegación de Atresmedia Televisión en Castilla y León                  |
| Juan Ramón Martín Muñoz                 | Director de Imagen Corporativa y Creatividad de Atresmedia Televisión                   |
| Ignacio Corrales Rodrigáñez             | Director general de Atresmedia Studios                                                  |
| Jaime Ortiz de Artiñano                 | Director de Producción Ajena y director general de Atresmedia Cine                      |
| Raúl Lorenzo Cenalmor                   | Director Técnico adjunto de Atresmedia Televisión                                       |
| Jesús María Daza García Blanes          | Subdirector de Producción de Contenidos de Atresmedia Televisión                        |
| Javier Iriarte Moreno                   | Subdirector de Programación de Atresmedia                                               |
| Carlos Miguel Fernández Recio           | Subdirector de Programas de Entretenimiento                                             |
| Virginia Vides Labarta                  | Directora de Contenidos de Atresmedia Radio                                             |
| Nuria Domínguez Reseco                  | Directora Técnica de Atresmedia Radio                                                   |
| Marcelino Jesús Fernández Aguado        | Director de Red de Emisoras y Expansión                                                 |
| Ángel Rafael Bahón Revilla              | Director de Control de Gestión de Atresmedia Radio                                      |
| José María Moix Blázquez                | Director de Audio Digital y Nuevos Contenidos de Atresmedia Radio                       |
| VACANTE                                 | Director de Cadenas Musicales de Atresmedia Radio                                       |
| Julián Cabrera Cruz                     | Director de Informativos de Atresmedia Radio                                            |
| Celso Manuel del Río Marcos             | Subdirector de Programas y Gerente de Emisiones de Atresmedia Radio                     |
| María Teresa Jarabo Remiro              | Gerente de Relaciones Laborales y Desarrollo de Atresmedia Radio                        |
| María José Llerena Fernández            | Gerente de Desarrollo Digital de Atresmedia Radio                                       |
| Francisco Javier Pomares Rodríguez      | Jefe de Prensa de Atresmedia Radio                                                      |
| Esther Turu Llimós                      | Subdirectora de Informativos de Atresmedia Radio                                        |
| Juan de Dios Colmenero Ávila            | Jefe de Nacional de Atresmedia Radio                                                    |
| Asunción Salvador González              | Jefa de Internacional de Atresmedia Radio                                               |
| Ignacio Rodríguez Burgos                | Jefe de Economía de Atresmedia Radio                                                    |
| Francisco Sánchez-Paniagua Sánchez      | Jefe de Sociedad de Atresmedia Radio                                                    |
| Francisco Escribano Lizcano             | Director regional de Atresmedia Radio                                                   |
| Sonia Martínez Ruiz                     | Directora Editorial de Atresmedia Studios                                               |
| José Ripoll Sánchez                     | Director de Producción de Atresmedia Studios                                            |
| Laura Miñarro Fariña                    | Directora de Negocio Internacional de Atresmedia Studios                                |
| David Ignacio Troncoso Conlin           | Director de Desarrollo de Contenidos de Atresmedia Studios                              |
| Javier Martínez Hernández               | Director de Ventas Nacional de Atresmedia Publicidad                                    |
| Chisco Uribarri Díaz                    | Director de Ventas Nacional (Madrid) de Atresmedia Publicidad                           |
| Pep Garriga                             | Director de Ventas Nacional (Barcelona) de Atresmedia Publicidad                        |
| Julián Bandrés Guerrero                 | Director de Ventas Nacional (Delegaciones) de Atresmedia Publicidad                     |
| María Lourdes Lascurain González        | Directora de Ventas Nacional (Especiales) de Atresmedia Publicidad                      |
| Javier Andrés Ortega                    | Director de Marketing de Atresmedia Publicidad                                          |
| Pablo López-Barajas Segura              | Director de Soluciones Especiales y Eventos de Atresmedia Publicidad                    |
| Lucila Galán                            | Directora de Negociación de Agencias de Atresmedia Publicidad                           |
| Blanca Aguirre Arribas                  | Responsable de Comunicación de Atresmedia Diversificación                               |

### Consejo de Administración
| Consejero                               | Cargo | Fecha de nombramiento   |
| --------------------------------------- | --- | ----------------------- |
| José Creuheras Margenat                 | Presidente (ejecutivo y dominical, por Grupo Planeta) y presidente de la Comisión Delegada                                                | 16 de junio de 2003     |
| Silvio José González Moreno             | Vicepresidente ejecutivo (ejecutivo) y consejero de la Comisión Delegada                                                                  | 25 de abril de 2007     |
| Francisco Javier Bardají Hernando       | Consejero delegado (ejecutivo) | 24 de abril de 2019     |
| Patricia Estany Puig                    | Consejera Coordinadora (independiente) y consejera de la Comisión Delegada                                                                | 22 de abril de 2015     |
| Mauricio Casals Aldama                  | Consejero (dominical, por Grupo Planeta) y consejero de la Comisión de Nombramientos y Retribuciones                                      | 25 de marzo de 2009     |
| Marco Drago                             | Consejero (dominical, por Grupo Planeta) y consejero de la Comisión Delegada                                                              | 16 de junio de 2003     |
| Carlos Fernández Sanchiz                | Consejero (dominical, por Grupo Planeta) y consejero de la Comisión de Auditoría y Control                                                | 18 de abril de 2018     |
| Elmar Heggen                            | Consejero (dominical, por RTL) y vicepresidente de la Comisión de Auditoría y Control                                                     | 21 de diciembre de 2005 |
| Rosa María Lleal Tost                   | Consejera (independiente) y consejera de las Comisiones de Auditoría y Control y de Nombramientos y Retribuciones                         | 28 de abril de 2021     |
| Mónica Ribé Salat                       | Consejera (independiente), consejera de la Comisión de Nombramientos y Retribuciones y presidenta de la Comisión de Auditoría y Control   | 20 de abril de 2016     |
| Beatriz Roger Torres                    | Consejera (independiente), consejera de la Comisión de Auditoría y Control y presidenta de la Comisión de Nombramientos y Retribuciones   | 28 de abril de 2021     |
| Nicolás Abel Bellet de Tavernost        | Consejero (dominical, por RTL), consejero de la Comisión Delegada y vicepresidente de la Comisión de Nombramientos y Retribuciones        | 29 de octubre de 2003   |
| Manuel de la Viuda Fernández de Heredia | Secretario (no consejero), secretario (no consejero) de la Comisión Delegada y secretario de la Comisión de Nombramientos y Retribuciones | –                       |
| Margarita González Martín del Río       | Vicesecretaria (no consejera), vicesecretaria (no consejera) de la Comisión Delegada y secretaria de la Comisión de Auditoría y Control   | –                       |

### Listado de presidentes y consejeros delegados
Presidentes
| Presidente                                                      | Inicio                | Final                 |
| --------------------------------------------------------------- | --------------------- | --------------------- |
| Javier Godó Muntañola                                           | 1989                  | 17 de junio de 1992   |
| Antonio Asensio Pizarro                                         | 17 de junio de 1992   | 28 de julio de 1997   |
| Rafael Jiménez de Parga                                         | 28 de julio de 1997   | 18 de agosto de 1997  |
| José María Mas Millet                                           | 18 de agosto de 1997  | 19 de octubre de 2001 |
| Enrique Álvarez López                                           | 19 de octubre de 2001 | 8 de febrero de 2002  |
| Luis Blasco Bosqued                                             | 8 de febrero de 2002  | 16 de junio de 2003   |
| José Manuel Lara Bosch                                          | 16 de junio de 2003   | 31 de enero de 2015   |
| Maurizio Carlotti y José Miguel Contreras Tejera (en funciones) | 31 de enero de 2015   | 25 de febrero de 2015 |
| José Creuheras Margenat                                         | 25 de febrero de 2015 | presente              |

Consejeros delegados
| Consejero delegado                  | Inicio                  | Final                   |
| ----------------------------------- | ----------------------- | ----------------------- |
| Manuel Martín Ferrand               | 1989                    | 1 de julio de 1992      |
| Manuel José Campo Vidal             | 1 de julio de 1992      | 1993                    |
| Javier Gimeno de Priede             | 1993                    | 2 de octubre de 1997    |
| Juan José Nieto Bueso               | 2 de octubre de 1997    | 16 de noviembre de 2000 |
| Luis Velo Puig-Durán                | 16 de noviembre de 2000 | 30 de abril de 2002     |
| Ernesto Sáenz de Buruaga Bustamante | 30 de abril de 2002     | 16 de junio de 2003     |
| Maurizio Carlotti                   | 16 de junio de 2003     | 1 de julio de 2008      |
| Silvio José González Moreno         | 1 de julio de 2008      | 1 de julio de 2022      |
| Francisco Javier Bardají Hernando   | 1 de julio de 2022      | presente                |

## Presentadores del grupo

### Televisión
- Alba Dueñas
- Alberto Chicote
- Alfonso Arús
- Ana Pastor
- Angie Rigueiro
- Antonio García Ferreras
- Arturo Valls
- Carlota Reig
- Cristina Pardo
- Cristina Pedroche
- Cristina Saavedra
- César Gonzalo
- Dani Mateo
- El Gran Wyoming
- Esther Vaquero
- Eva González
- Francisco Cacho
- Gema López
- Glòria Serra
- Gonzo
- Helena Resano
- Himar González
- Iñaki López
- Jalis de la Serna
- Joanna Ivars
- Joaquín
- Joaquín Castellón
- Jordi Évole
- Jorge Fernández
- Josep Pedrerol
- José Yélamo
- Juanra Bonet
- Karlos Arguiñano
- Laura Moure
- Lorena García
- Mamen Mendizábal
- Manel Fuentes
- Manu Sánchez
- María Martínez
- Matías Prats
- Mercedes Martín
- Miki Nadal
- Miquel Valls
- Mónica Carrillo
- Nuria Roca
- Pablo Motos
- Pepa Romero
- Roberto Brasero
- Roberto Leal
- Rocío Martínez
- Rodrigo Blázquez
- Ruth Lorenzo
- Sandra Golpe
- Sandra Sabatés
- Sonsoles Ónega
- Susanna Griso
- Verónica Sanz
- Vicente Vallés

### Radio
- Bruno Cardeñosa
- Carlos Alsina
- Chenoa
- Jaime Cantizano
- Julia Otero
- Eva Soriano
- Nacho García

## Audiencias
Evolución de la cuota de pantalla mensual, según las mediciones de audiencia elaborados en España por Kantar Media. Están en naranja los meses en que fue líder de audiencia, en verde los máximos históricos y en rojo los mínimos históricos.
| Año  | Enero  | Febrero | Marzo  | Abril  | Mayo   | Junio  | Julio  | Agosto | Septiembre | Octubre | Noviembre | Diciembre | Media anual |
| ---- | ------ | ------- | ------ | ------ | ------ | ------ | ------ | ------ | ---------- | ------- | --------- | --------- | ----------- |
| 2012 |        |         |        |        |        |        |        |        |            | 26,9 %* | 28,2 %    | 27,4 %    | 25,8 %      |
| 2013 | 27,9 % | 28,5 %  | 28,3 % | 28,5 % | 28,6 % | 28,5 % | 28,7 % | 28,7 % | 29,0 %     | 29,0 %  | 29,6 %    | 29,9 %    | 28,8 %      |
| 2014 | 29,8 % | 30,1 %  | 30,2 % | 29,4 % | 27,5 % | 25,9 % | 25,8 % | 25,9 % | 26,4 %     | 27,1 %  | 26,9 %    | 26,5 %    | 27,7 %      |
| 2015 | 26,8 % | 26,7 %  | 26,5 % | 26,4 % | 25,5 % | 25,5 % | 26,1 % | 26,8 % | 26,8 %     | 27,9 %  | 28,7 %    | 28,4 %    | 26,8 %      |
| 2016 | 28,1 % | 28,1 %  | 27,4 % | 27,5 % | 27,0 % | 26,2 % | 25,8 % | 25,4 % | 26,9 %     | 27,4 %  | 28,0 %    | 27,0 %    | 27,1 %      |
| 2017 | 26,9 % | 27,4 %  | 27,1 % | 26,3 % | 26,4 % | 26,1 % | 25,2 % | 25,5 % | 25,9 %     | 28,1 %  | 27,4 %    | 27,4 %    | 26,5 %      |
| 2018 | 25,8 % | 26,5 %  | 25,9 % | 26,8 % | 27,2 % | 25,8 % | 26,0 % | 26,5 % | 26,5 %     | 27,2 %  | 27,5 %    | 27,0 %    | 26,8 %      |
| 2019 | 28,4 % | 27,7 %  | 26,9 % | 26,7 % | 26,1 % | 25,7 % | 25,3 % | 25,9 % | 25,6 %     | 26,2 %  | 25,7 %    | 24,2 %    | 26,2 %      |
| 2020 | 25,9 % | 25,8 %  | 26,8 % | 25,9 % | 25,9 % | 26,0 % | 25,6 % | 26,0 % | 27,0 %     | 27,0 %  | 26,9 %    | 26,9 %    | 26,3 %      |
| 2021 | 27,4 % | 28,3 %  | 28,2 % | 27,3 % | 27,6 % | 26,9 % | 25,6 % | 26,1 % | 27,3 %     | 27,1 %  | 27,9 %    | 27,4 %    | 27,3 %      |
| 2022 | 27,5 % | 29,1 %  | 29,2 % | 27,8 % | 26,9 % | 27,0 % | 25,8 % | 26,3 % | 26,9 %     | 26,8 %  | 27,0 %    | 25,6 %    | 27,2 %      |
| 2023 | 27,2%  | 27,5%   | 27,2%  | 25,9%  | 26,5%  | 27,5%  | 27,1%  | 25,6%  | 26,7%      | 26,7%   | 27,5%     | 26,2%     | 26,8%       |
| 2024 | 27,0%  | 27,3%   | 26,4%  | 27,9%  | 27,6%  | 26,2%  | 24,4%  | 24,3%  | 26,2%      | 26,6%   | 27,0%     | 25,8%     | 26,4%       |
| 2025 | 26,1%  | 26,6%   | 25,9%  | 26,0%  | 26,9%  | 26,7%  | 25,9%  |        |            |         |           |           |             |

(*) Inicio del grupo tras la fusión, desde octubre se comenzaron a contabilizar las audiencias de La Sexta, La Sexta 3 y Xplora, pues formaban parte la sociedad resultante de la fusión del Grupo Antena 3 con la Gestora de Inversiones Audiovisuales La Sexta.